# ميروسلاف توث
ميروسلاف توث هو لاعب كرة قدم سلوفاكي في مركز الهجوم، ولد في 5 ديسمبر 1978 في تريبيشوف في سلوفاكيا. لعب مع موانغتونغ يونايتد.